# Grzegorz Lato
Grzegorz Bolesław Lato, poljski nogometaš in trener, * 8. april 1950, Malbork, Poljska. 
Sodeloval je na nogometnemu delu poletnih olimpijskih iger leta 1972 in leta 1976.